# Манфред Ґельпке
Манфред Ґельпке (нім. Manfred Gelpke, 3 березня 1940) — німецький академічний веслувальник.
Срібний призер Олімпійських Ігор 1968 року в складі розпашної четвірки зі стерновим.